# Bergoorrat
De bergoorrat (Otomys denti) is een knaagdier uit het geslacht Otomys dat voorkomt in de bergen van Oost-Afrika: het Ruwenzori-gebergte in Zuidwest-Oeganda en Oost-Congo-Kinshasa, de bergen van Rwanda, Burundi en nabijgelegen delen van Congo-Kinshasa (Kivu), het Nyika-plateau in Noordoost-Zambia en Noord-Malawi, en de Usambara- en Uluguru-bergen van Tanzania. Er zijn twee synoniemen, kempi Dollman, 1915 en sungae Bohmann, 1943, maar beide zijn mogelijk aparte soorten.
Otomys anchietae · Otomys angoniensis · Otomys auratus · Otomys barbouri · Otomys burtoni · Otomys cheesmani · Otomys cuanzensis · Otomys dartmouthi · Bergoorrat (Otomys denti) · Otomys dollmani · Otomys fortior · Otomys helleri · Moerasrat (Otomys irroratus) · Otomys jacksoni · Otomys karoensis · Otomys lacustris · Otomys laminatus · Otomys occidentalis · Otomys orestes · Otomys simiensis · Otomys sloggetti · Otomys sungae · Otomys thomasi · Otomys tropicalis · Otomys typus · Otomys unisulcatus · Otomys uzungwensis · Otomys willani · Otomys yaldeni · Otomys zinki